# Ruslan Avleev
Ruslan Avleev (en russe : Руслан Шамильевич Авлеев), né le 4 juin 1976 à Sarapoul en République socialiste fédérative soviétique de Russie, est un ancien joueur russe de basket-ball évoluant au poste d’ailier.

## Biographie

### Palmarès
- Champion de Russie 2002 (Ural Great Perm)